# Волоколамск
Волокола́мск (в старых источниках Волок Ламский) — город областного подчинения в Московской области России, административный центр Волоколамского городского округа, историческое поселение, имеющее особое значение для истории и культуры Московской области. Волоколамск является старейшим городом в Московском регионе (первое упоминание относится к 1135 году)
Город расположен на федеральной трассе «Балтия» в 98 км к западу от Москвы (от МКАД). Исторический центр расположен на реке Городне (приток Ламы), в 5 км к северу от железнодорожной станции Волоколамск на линии Москва — Рига. С 2003 года после вхождения рабочего посёлка Привокзальный и деревни Порохово в составе Волоколамска железнодорожная станция. По территории города протекает река Лама, её правый приток Городёнка и два левых притока Городёнки — Бесовка и Раздериха.

## География

### Географическое положение
Волоколамск находится в 100 км от МКАД к северо-западу от Москвы. Площадь городских земель составляет 30—35 км². В результате расширения границ территория города значительно увеличилась — город протянулся в меридиональном направлении на 14 км.

### Климат
Согласно климатическому районированию России, Волоколамск находится в атлантико-континентальной европейской (лесной) области умеренного климатического пояса. Зима умеренно-холодная, лето тёплое влажное. Самый холодный месяц года — январь (средняя температура воздуха −7 °С), наиболее тёплый — июль (+18,5 °С). Среднегодовое количество осадков — 665 мм.
Всемирная метеорологическая организация приняла решение о необходимости расчёта двух климатических норм: климатологической стандартной и опорной. Первая обновляется каждые десять лет, вторая охватывает период с 1961 г по 1990 г.
| Показатель                            | Янв. | Фев. | Март | Апр. | Май  | Июнь | Июль | Авг. | Сен. | Окт. | Нояб. | Дек. | Год |
| ------------------------------------- | ---- | ---- | ---- | ---- | ---- | ---- | ---- | ---- | ---- | ---- | ----- | ---- | --- |
| Средняя температура, °C               | −7   | −6,8 | −1,7 | 6,0  | 12,5 | 16,2 | 18,5 | 16,6 | 11,1 | 5,1  | −1,1  | −5   | 5,4 |
| Норма осадков, мм                     | 41   | 33   | 33   | 33   | 70   | 76   | 85   | 77   | 62   | 63   | 50    | 42   | 665 |
| Источник: ФГБУ «Гидрометцентр России» |      |      |      |      |      |      |      |      |      |      |       |      |     |

| Показатель                    | Янв.  | Фев.  | Март | Апр. | Май  | Июнь | Июль | Авг. | Сен. | Окт. | Нояб. | Дек. | Год |
| ----------------------------- | ----- | ----- | ---- | ---- | ---- | ---- | ---- | ---- | ---- | ---- | ----- | ---- | --- |
| Средний суточный максимум, °C | −6,2  | −5    | 0,7  | 9,6  | 17,2 | 21   | 23   | 21,2 | 15,5 | 8    | 0,6   | −3,6 | 8,5 |
| Средняя температура, °C       | −9,1  | −8,7  | −3,4 | 4,8  | 11,8 | 15,7 | 17,7 | 15,9 | 10,5 | 4,6  | −1,8  | −6,1 | 4,3 |
| Средний суточный минимум, °C  | −12,6 | −12,7 | −7,5 | 0,2  | 6    | 10   | 12,3 | 10,9 | 6,2  | 1,5  | −4,2  | −8,9 | 0,1 |
| Норма осадков, мм             | 37    | 33    | 31   | 35   | 59   | 71   | 79   | 72   | 57   | 55   | 45    | 41   | 615 |
| Источник: Climate-data.org    |       |       |      |      |      |      |      |      |      |      |       |      |     |

## История
Город впервые упоминается в Суздальской летописи по Лаврентьевскому списку в 1135 году: «Иде Всеволод опять Новугороду, а Изяслав оста на Волоце»; с прилагательным-локализатором он был упомянут в этом же источнике под 1178 годом: «Еха к Ламьскому Волоку». Таким образом, Волоколамск является старейшим городом Московской области: его возраст по официально принятой версии превышает возраст Москвы на 12 лет. Однако, согласно монастырским преданиям, город Волок основан более чем за сто лет до того, а предположительно в 1024 году князем Ярославом Мудрым перенесён на другое место — в двух километрах от первоначального. Волоком Ламским или просто Волоком он назывался до последней четверти XVIII века.
Название происходит от древнерусского географического термина волок, которое употреблено было уже в «Повести временных лет» в описании пути из варяг в греки.
Волок Ламский стал важным торговым пунктом на пути из Новгорода в Рязанские и Московские земли; здесь новгородцы переправляли («волочили») суда из реки Ламы, притока Шоши, впадающей в Волгу в её верховьях — в Волошню, приток реки Рузы, впадающей в Москву-реку, которая в свою очередь является притоком Оки.
Имея большое военно-стратегическое значение, Волок на Ламе уже во второй половине XII века стал предметом споров новгородцев и владимирцев: в 1160 году его захватил сын Юрия Долгорукого Андрей Боголюбский; в 1177 году был отвоёван новгородцами и отдан князю Ярославу Мстиславичу, внуку Юрия Долгорукого; в 1216 году править им стал владимирский князь Ярослав Всеволодович, — вскоре изгнанный отсюда новгородцами, он через 10 лет вновь вернулся. В XII—XIII веках Волоколамск не раз разорялся: в 1178 — князем Всеволодом Юрьевичем, которым город был полностью сожжён; в 1238 — Батыем; в 1273 — тверским князем Святославом Ярославичем, в 1293 — ханом Дюденем).
С конца XIII века Волок Ламский находился в «сместном» управлении Новгородской республики и Москвы; однако в начале XIV века назначенный в него Иваном Калитой московский наместник Родион Несторович изгнал новгородского, полностью овладев городом. С 1345 года в Волоколамске стал княжить Фёдор Дорогобужский, тесть московского князя Симеона Гордого. В 1370 году Волок, в котором тогда начальствовал смоленский князь Василий Иванович Березуйский, выдержал трёхдневную осаду литовского князя Ольгерда, а в 1382 году отбил нападение войск Тохтамыша. В 1393 году по повелению Василия I был захвачен серпуховским князем Владимиром Андреевичем.
В 1398 году Волок Ламский был отдан литовскому князю Свидригайло и находился под его началом до 1410 года. В 1462 город стал центром удельного княжества (известно как Волоцкое княжество), в состав которого (помимо Волоколамска) входили города Руза (в 1504 перешла к Москве) и Ржев; долгое время (с 1462 по 1494 год) им правил Борис Васильевич), которого сменил его сын Фёдор Борисович; при нём волоколамские земли окончательно вошли в сферу влияния Москвы. После смерти Фёдора Борисовича, в 1513 году, Волоколамск вошёл в состав Московского княжества; Волоколамское удельное княжество было упразднено. Некоторое время находился в составе Старицкого княжества; в начале XVI века город был волостным центром Московского княжества.
Во время Смуты был оккупирован поляками (1606), в 1608 году освобождён. Безуспешно осаждался Сигизмундом (1612); в окрестностях Волоколамска велась крестьянская война.
В XVI—XVII вв. стратегическое значение города упало; в XVIII веке он оказался в стороне от новых экономических связей. Однако в 1781 году Волоколамск сохранил статус уездного города; в 1784 году был утверждён генеральный план его застройки; в 1790 году в городе открылось первое учебное заведение — младшая народная школа. На семи улицах и в нескольких переулках размещалось 240 домов, 35 торговых лавок, 6 постоялых дворов, харчевня, 2 кузницы, 5 питейных домов; число жителей не превышало 1300 человек.
В «Списке населённых мест» 1862 года Волоколамск — уездный город Московской губернии на Волоколамском тракте, при реках Ламе и Городне, в 783 верстах от Санкт-Петербурга, с 220 домами и 2412 жителями (1143 мужчины, 1269 женщин). В городе было шесть православных церквей, приходское и уездное училища, больница, почтовая станция, фабрика, два завода и две ярмарки.
В конце XIX века Волоколамск обладал несколькими промышленными предприятиями; самым крупным предприятием была ткацкая фабрика братьев Старшиновых, основанная в 1882 году в деревне Щекино в 3 километрах от города; в самом городе находились две солодовни, пивоварня и два кирпичных завода. Велась ярмарочная торговля. К началу XX века рабочие составляли менее 2 процентов от всего населения.
В 1904 году к Волоколамску подошла Московско-Виндавская железная дорога; это событие, однако, почти не способствовало развитию экономики Волоколамска, в прошлом крупного торгового центра. Волоколамские рабочие проявили высокую активность в стачечном движении 1905 (в ноябре остановилось самое крупное предприятие города — ткацкая фабрика братьев Старшиновых). Крестьяне окрестных сёл 31 октября вошли в самопровозглашённую Марковскую республику (по названию деревни Марково Волоколамского уезда, места провозглашения республики). Крестьянская республика была ликвидирована лишь в июле 1906 года.
После Февральской революции 1917 в земской управе Волоколамска наиболее весомые позиции занимали эсеры и меньшевики. Такое положение сохранялось до 22 декабря 1917 года, когда земством была признана советская власть. В течение 1918 года почти все предприятия Волоколамска (включая фабрику братьев Старшиновых) были национализированы. В 1919 году вышел первый номер уездной газеты «Голос бедняка» (позднее — «Красный пахарь»). В 1922 году бывшей фабрике Старшиновых было присвоено имя В. И. Ленина. В 1929 году город стал центром Волоколамского района.
С 27 октября по 20 декабря 1941 года город Волоколамск был оккупирован германскими войсками. От нацистской оккупации город освобождён войсками 20-й армии под командованием генерал-майора Андрея Андреевича Власова. Награждён орденом Отечественной войны I степени (1985).
25 марта 2010 года Волоколамску присвоено почётное звание Российской Федерации «Город воинской славы». 30 января 2013 года Почта России выпустила почтовую марку номиналом 15 рублей в серии «Города воинской славы». 17 октября 2013 года в серии памятных монет Центрального банка Российской Федерации, посвящённых городам воинской славы, была выпущена монета «Волоколамск» достоинством 10 рублей. С 2013 года город входит в перечень исторических поселений, имеющих особое значение для истории и культуры Московской области. 20 декабря 2014 года на территории Волоколамской швейной фабрики, между улицами Сергачёва и Новосолдатской, состоялось торжественное открытие стелы «Город воинской славы».
Расширение границ города
Решением Московского областного исполнительного комитета от 15 апреля 1959 года № 377 в черту города были включены населённые пункты Новая и Старая Солдатские слободы Пригородного сельсовета. В 1959 году к станции Волоколамск подвели линии электрической тяги и стали ходить электропоезда из Москвы.
В 1963 году в состав Волоколамска был включён посёлок городского типа Смычка.
В начале 2000-х годов территория Волоколамска была значительно увеличена за счёт соседних населённых пунктов. В 2003 году к городу были присоединены посёлок Волоколамец и посёлок городского типа Привокзальный, к которому ранее была присоединена деревня Порохово; в 2004 году — посёлок Холмогорка, деревни Матвейково, Холстниково, Щекино и село Возмище, а также деревня Новопетровское.

## Население
| 1852    | 1856    | 1859    | 1897    | 1913    | 1923    | 1926    | 1931    | 1939    | 1959    |
| ------- | ------- | ------- | ------- | ------- | ------- | ------- | ------- | ------- | ------- |
| 1290    | ↗2100   | ↗2412   | ↗3091   | ↗3500   | ↗3796   | ↘3131   | ↗4900   | ↗5413   | ↗8625   |
| 1967    | 1970    | 1979    | 1989    | 1992    | 1998    | 2000    | 2001    | 2002    | 2003    |
| ↗15 000 | ↗15 495 | ↗18 356 | ↘18 226 | ↗18 300 | ↘17 900 | ↘17 700 | ↘17 600 | ↘16 656 | ↗16 700 |
| 2005    | 2006    | 2007    | 2008    | 2009    | 2010    | 2011    | 2012    | 2013    | 2014    |
| ↗24 800 | ↘24 500 | ↘24 400 | ↘24 000 | ↘23 865 | ↘23 433 | ↘23 400 | ↘22 857 | ↘22 439 | ↘21 692 |
| 2015    | 2016    | 2017    | 2018    | 2019    | 2020    | 2021    | 2023    | 2024    |         |
| ↘21 212 | ↘20 976 | ↘20 838 | ↘19 824 | ↘19 162 | ↘18 372 | ↗26 389 | ↘26 181 | ↘25 729 |         |

На 1 января 2025 года по численности населения город находился на 554-м месте из 1124 городов Российской Федерации.

## Известные уроженцы и жители
- Бродский, Анатолий Яковлевич (1936—2024) — известный металлург, рук. ЧЭМК, лауреат гос. премии.
- Писеев, Валентин Николаевич (1941—2024) — с 1988 года по 2024 – руководитель Федерации фигурного катания СССР, а затем России, Заслуженный тренер СССР
- Иосиф Волоцкий (в миру — Ива́н (Иоа́нн) Са́нин) (1439—1515) — святой Русской православной церкви, почитается в лике преподобных, память совершается 9 (22) сентября и 18 (31) октября.
- Бабурова, Татьяна Ивановна (род. 1943) — Герой Труда Российской Федерации (2023), заслуженный учитель Российской Федерации
- Эктов, Александр Юрьевич (род. 1996) — футболист, полузащитник клуба «Пари Нижний Новгород» (футбольный клуб)
- Поздеева, Ирина Васильевна (род. 1934) — российский историк, археограф, исследователь рукописной и старопечатной славяно-русской книги, русского старообрядчества и православной церкви, доктор исторических наук (1993), профессор, член Археографической комиссии РАН.

## Экономика
Волоколамск обладает хорошо развитой промышленностью. Ниже перечислены некоторые предприятия города.
- АО ВМ (до середины 2023 года АО «3М Россия»[46][47]) — создание средств индивидуальной защиты органов дыхания, учитывающих потребности и условия труда российских предприятий[48] .
- ООО «Кэн-Пак Завод Упаковки» — производство алюминиевых банок для напитков[49].
- ООО «Европласт» — производство изделий и аксессуаров для ванной комнаты и туалета[50].
- Компания «Жидкое дерево» — производство изделий из древесно-полимерного композита.
- ООО «Волоколамский молочный завод» (недействующее юридическое лицо)[51][52][53].
- ООО «Софос Протеин Биотехнолоджи» — производство коллагеновых пептидов, гидролизатов и костных бульонов для пищевой и фармацевтической промышленности.

## Экология
Вблизи города расположен мусорный полигон «Ядрово». 20 марта 2018 года на полигоне произошёл выброс свалочного газа, что привело к массовому отравлению жителей, в особенности, детей. В городе начались массовые митинги протеста. В Администрацию Президента России было подано более 9 тысяч обращений с требованием закрыть свалку.
15 декабря 2020 года полигон закрыт, до конца 2023 года должны завершиться работы по его рекультивации.

## Образование
В городе расположены следующие учебные заведения:
Высшие учебные заведения:
- Московский финансово-юридический университет МФЮА: Центр дистанционного доступа МФЮА Волоколамск;
- Волоколамский филиал Московского государственного университета технологий и управления;
- Российский новый университет, Волоколамский филиал;
- Волоколамский институт гостеприимства — филиал Российской международной академии туризма;

Учебные заведения среднего звена
- Волоколамский аграрный техникум «Холмогорка»;
- Волоколамский колледж права, экономики и безопасности (ранее Волоколамский техникум экономики и права);
- Волоколамский филиал государственного бюджетного профессионального образовательного учреждения Московской области «Красногорский колледж» (ранее государственное профессиональное училище № 53);

Школы
- Гимназия № 1;
- три средние общеобразовательные школы — № 2, № 3 (бывшая Ленинская) и Привокзальная ;
- две основные общеобразовательные школы — Пороховская и школа-интернат;
- три начальные общеобразовательные школы — № 4, № 5 и № 6.

## Культура
С начала XX века в городе существует Волоколамский народный театр, которому в 1959 году присвоено звание «Народный коллектив».
Начиная с 2004 года ежегодно проходит международный фестиваль военно-патриотического фильма «Волоколамский рубеж» имени Сергея Бондарчука.
В городе работают: Центральная городская библиотека, несколько небольших библиотек, Дом детского творчества, Волоколамский районный центр культуры и творчества «Родники» и три дома культуры — «Волоколамец», «Космос» и «Текстильщик».
С 1962 года функционирует Волоколамская детская музыкальная школа. Основатель — Владимир Израилевич Шухат.

## Религия
Русская православная церковь
- Воскресенский собор (Городской Вал);
- Покровская церковь (улица Доватора, дом 9);
- Храм Рождества Богородицы (улица Возмище, дом 14);
- Храм Рождества Христова (улица Революционная, дом 7);
- Петропавловская церковь (улица Советская, дом 28; восстанавливается).

Протестантизм
- Дом молитвы евангельских христиан-баптистов (улица Добровольского, дом 1).

Ислам
- Молитвенный дом на Северном шоссе.

## Средства массовой информации
Газеты
- Волоколамский край
- Волоколамская неделя (закрыта)[61]

Интернет
- Волоколамск сегодня — интернет-СМИ городского округа Волоколамск
- Ламаград — городской информационно-дискуссионный портал

Радиостанции
- 66,71 УКВ — (Молчит) Радио России
- 68,66 УКВ — (Молчит) Радио России / Радио 1
- 69,44 УКВ — (Молчит) Радио Маяк
- 87,6 МГц — Радио Дача
- 88,0 МГц — Русское радио
- 88,5 МГц — (ПЛАН) Радио Ваня
- 90,1 МГц — Дорожное радио
- 91,0 МГц — Авторадио
- 93,0 МГц — Радио России
- 100,7 МГц — Ретро FM
- 102,3 МГц — Радио Родных Дорог / Радио 1
- 104,5 МГц — Радио ENERGY
- 106,0 МГц — Юмор FM
- 106,8 МГц — Радио 1

Телевидение
- 5 ТВК — Первый канал
- 21 ТВК — Россия 1
- 56 ТВК — РТРС-2
- 59 ТВК — РТРС-1

## Основные городские улицы
- Возмище (бывшая Возмицкая Слобода, до 2006 года — село). Дом 14 — Храм Рождества Пресвятой Богородицы (до 1764 года — мужской монастырь). Дом 20 — многофункциональный центр «Молодежное Содружество».
- Горвал (самая древняя; сокращение от «Городской Вал»). Прежнее название — Крепостной Вал. Музейно-выставочный комплекс «Волоколамский кремль». СИЗО-2. Отель «Николь». Руины больницы, построенной в 1929 году.
- Доватора (бывшая Безбожная). Дом 9 — Храм Покрова Пресвятой Богородицы. Покровское кладбище.
- Колхозная. Прежнее название до 1957 года — Ленина. Дом 9 — Мосэнергосбыт.
- Ленина (самая длинная в городе, тянется на север от Скородумовского моста). Прежние названия — Троицкая, Коммунальная. Дом 42 — Волоколамский филиал «Мострансавто». Троицкое кладбище с мемориалом погибшим в Великой Отечественной войне.
- Новосолдатская. Дом 1 — почта. Дом 4 — швейная фабрика. Дом 16 — взрослая поликлиника.
- Панфилова. Прежние названия — Рузский тракт, Рузская, Красноармейская. Дом 2а — МособлЕИРЦ. Дом 4 — стоматологическая клиника. Дом 13 — пожарное депо, здание — объект культурного наследия регионального значения. Дом 21 — рынок. Дом 31 — штаб Волоколамского отделения КПРФ. Дом 33 — Центр реабилитации слепых. Дом 42 — Волоколамская СОШ № 2.
- Парковая. Дом 5 — детская школа искусств. Дом 7 — станция «Скорой помощи», детская поликлиника. Дом 9 — типография. Дом 12 — Роспотребнадзор, СЭС. Городской парк, стадион, Власьевское кладбище.
- Пролетарская. Прежние названия — Голышева гора (Голышиха), Дворянская. Дом 10-А — городской суд. Дом 13 — лечебно-диагностический центр «Сан-Ван».
- Революционная. Прежнее название — Рождественская. Дом 1 — Салон сотовой связи «Связной». Дом 3 — Бизнес-центр «Европа». Дом 5 — Администрация Волоколамского городского округа. Дом 7 — Храм Рождества Христова.
- Сергачёва. Прежние названия — Голышева гора (Голышиха), Пролетарский проезд. Дом 2 — Мировой суд. Дом 20 — Фонд пенсионного и социального страхования. Дом 22 — центр занятости населения.
- Соборная. Прежние названия — Крестовоздвиженская, Комиссариатская, Комсомольская. Дом 1 — руины магазина «Магнит». Дом 6 — библиотека. Дом 22 — руины Крестовоздвиженского монастыря.
- Советская. Прежнее название — Московская. Дом 1 — Контора АО «Волоколамское ПТП РЖКХ». Дом 2 — ЦКиТ «Родники». Дом 3 — ресторан «Купеческий». Дом 4 — военкомат. Дом 9 — служба судебных приставов. Дом 11 — Дом детского творчества. Дом 13 — здание, где в октябре 1941 года размещался штаб 16-й армии Западного фронта. Дом 28 — Петропавловская церковь.
- Социалистическая. Прежнее название — Солдатская. Дом 16/2 — фирма «Ритуал».

- Набор открыток «Волоколамск в 1912 году»
- ул.Солдатская
- Мост через р.Городёнку
- ул.Московская
- Аллея
- Торговые ряды
- ул.Соборная
- ул.Соборная
- Рузский тракт
- ул.Рузская
- ул.Рождественская
- Общий вид
- Общий вид
- Ров

## Достопримечательности
- В городе работает историко-архитектурный музей.
- Волоколамск примечателен Воскресенским собором (вторая половина XV века), церквями Рождества Богородицы на Возмище (1535), Петропавловской (1694) и Покровской (1695), Никольским собором (воздвигнут в 1856—1864 годах как памятник погибшим в Крымской войне).
- 9 мая 2005 года президент Казахстана Нурсултан Назарбаев открыл бронзовые бюсты командира 316-й стрелковой дивизии генерал-майора Ивана Панфилова и командира батальона Бауыржана Момышулы на Октябрьской площади.
- 7 мая 2015 года на Октябрьской площади президент Кыргызстана Алмазбек Атамбаев открыл бюст героя-панфиловца красноармейца Дуйшенкула Шопокова. Выполнил бюст Шопокова скульптор Борис Матвеев.
- 12 августа 2019 года на улице Новосолдатской, возле жилого дома 5, был открыт памятник русскому поэту Александру Пушкину и его супруге Наталье Гончаровой[62].
- 16 мая 2021 года на центральной площади города Волоколамска, состоялось торжественное открытие памятника митрополиту Волоколамскому и Юрьевскому Питириму (Нечаеву), первому игумену возрожденного Иосифо-Волоцкого монастыря, закрытого большевиками в 1922 году. Автор памятника — заслуженный художник России Юрий Хмелевский.

- Память о Великой Отечественной войне
- Центральная площадь
- Покровский храм
- Волоколамский кремль
- Мемориал героям сапёрам
- В Волоколамске открыт бюст Шопокова
- Собор Николая Чудотворца
- Памятник Пушкину и Гончаровой

## Города-побратимы
| - Васильков, Украина - Дзержинск, Беларусь - Краслава, Латвия - Пожаревац, Сербия - Чечерск, Беларусь - Токмак, Кыргызстан | - Можайск, Россия - Судак, Россия/Украина - Шопоков, Кыргызстан - Капшагай, Казахстан - Саратов, Россия - Петровск, Россия - Комрат, Молдова |